# Jerónima Muntanyola

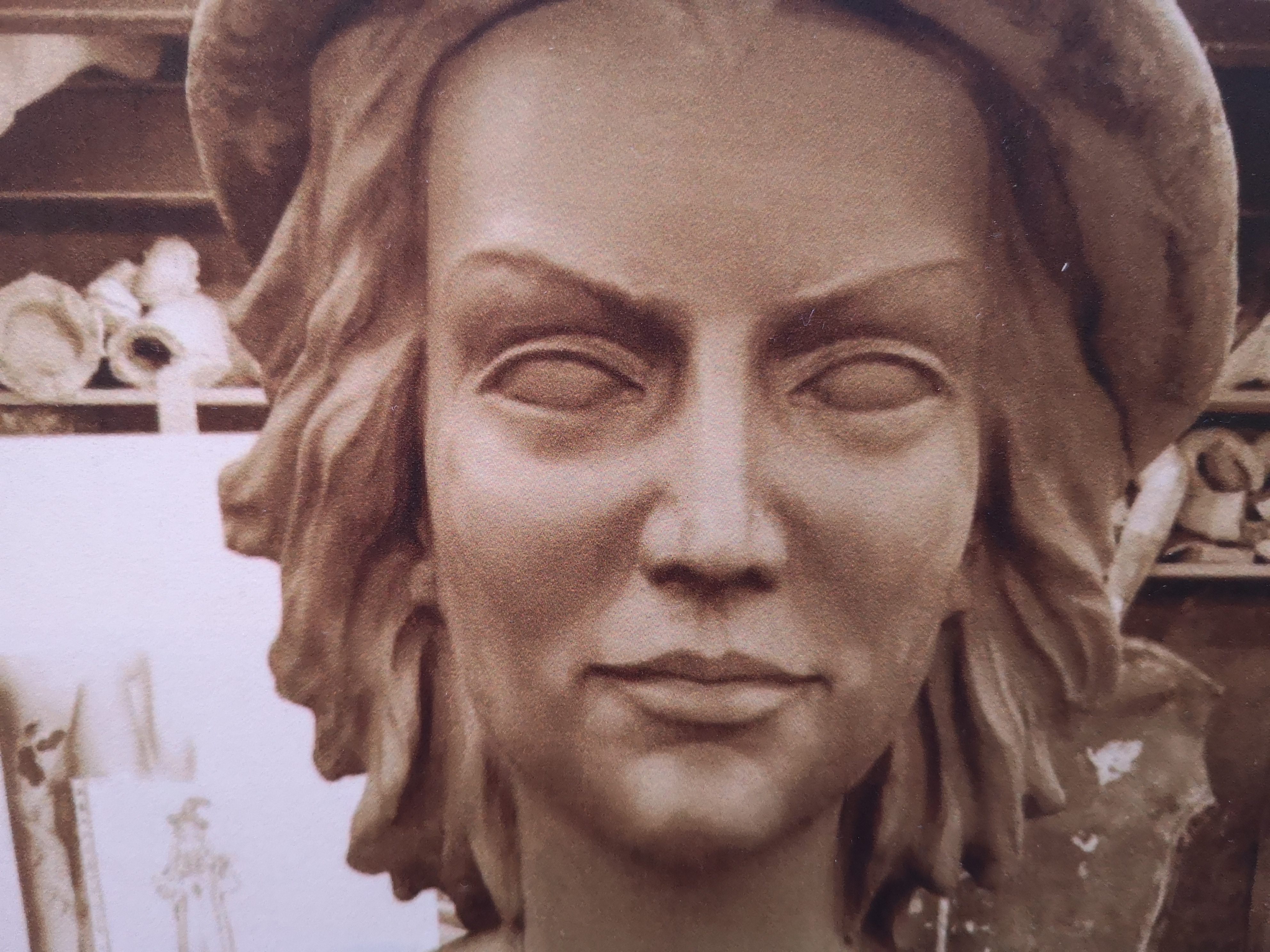
Giganta Juana la Negra

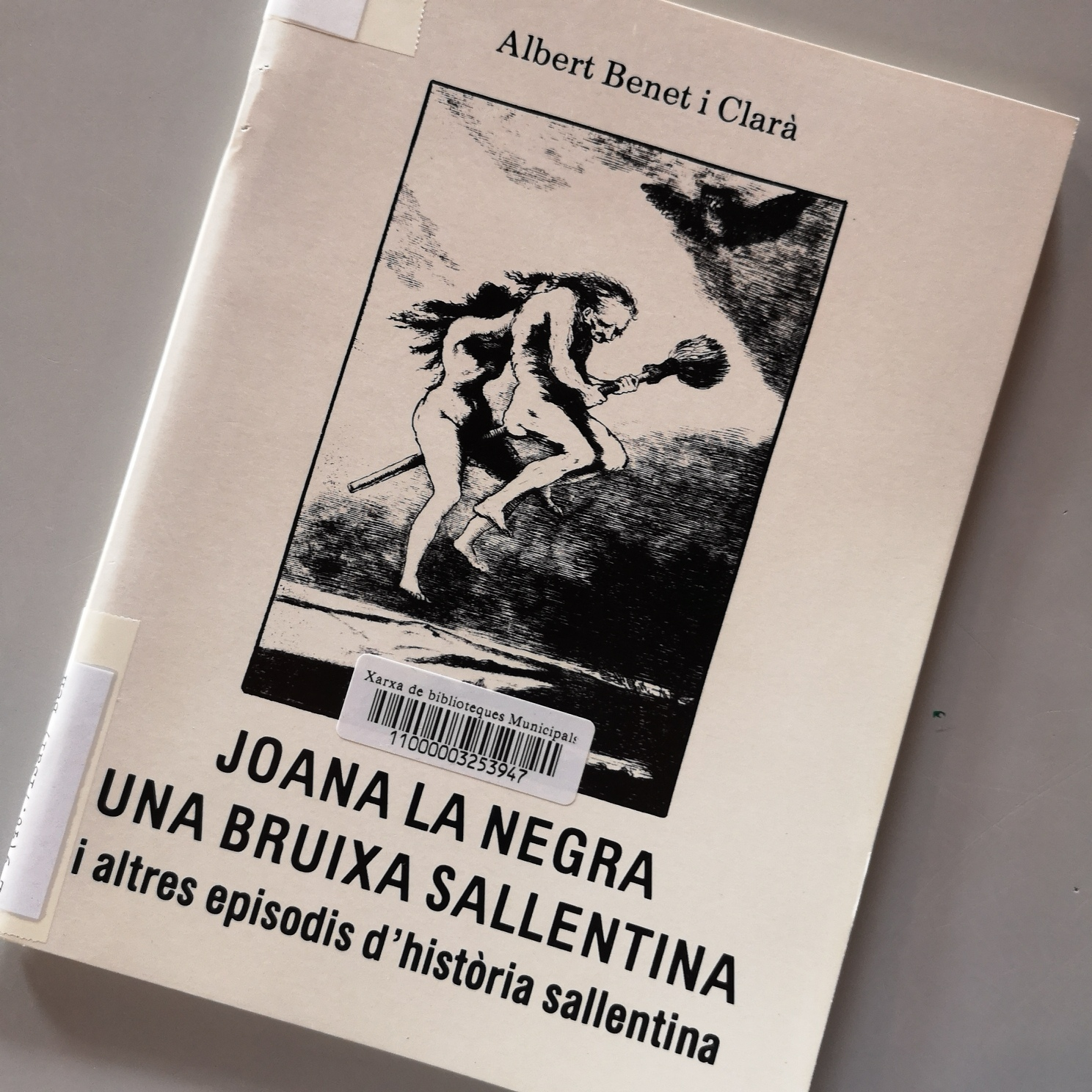
Libro sobre Joana la Negra, de Albert Benet i Clarà

Jerónima Muntanyola (Santa Eulalia de Puig-oriol–Sallent, 1618), conocida con el apodo de Juana la Negra, fue una mujer acusada de brujería. Encarcelada y juzgada en Sallent en 1618, fue condenada a la horca y colgada. El procesamiento es conocido por haberse conservado la declaración de la acusada, realizada bajo los efectos de la tortura.  
La forma del nombre varía según las fuentes ("Hierónima","  Gerónima"), aunque también aparece llamada con el apellido de los maridos ("Na Fumanya", "Jerónima Pons" y "Joana Pons").   El apodo de Juana la Negra le provenía del primer marido, llamado Joanot, y de la piel morena de trabajar de sol a sol.

## Trayectoria
Jerónima Muntanyola era hija de la parroquia de Santa Eulalia de Puigoriol, municipio de Llusá. Tenía un hermano, Montserrat, que heredó la casa, y dos hermanas, Coll y Aliasa. Jerónima se casó con Joanot Fumanya, alias Casanova, y vivió en la casa Puigcordellat, en Llusá. Su madre había instruido a sus tres hijas en conocimientos de curandera, que había aprendido de su madrastra. Muntanyola ejercía estos conocimientos en 1588, que transmitió a Felipa Esperanza Gallifa, también condenada por brujería. 
Alrededor de 1580 Muntanyola fue juzgada por el tribunal de la Baronía de Lluçà y condenada al destierro. Tenía entre cuarenta y cincuenta años cuando, ya viuda, tuvo que marcharse hacia Sallent. Se casó con Joan Pons, jornalero. Y conoció a las sallentinas Bruneta la Pot y Santinyana la Vella, también tenidas por brujas. Allí Jerónima se dedicó a arreglar ropa.
En 1618, viuda nuevamente, fue acusada de brujería, detenida y encarcelada. El juicio se realizó en Sallent el 30 de octubre de 1618, con un tribunal civil de la Señoría del obispo de Vic.  El tribunal fue constituido por el noble Miquel de Clariana y Serra. Se le acusó de provocar y curar bocio a personas concretas, matar ganado de sus vecinos, asesinar a dos niñas envenenándolas, provocar granizadas y tener tratos con el diablo. Después de la tortura, para evitar más tormentos, accedió a declarar los supuestos crímenes de los que se le acusaba, justificándolos como venganzas personales. Explicó que había sido iniciada en el “arte de la brujería” de la mano de una vecina de Lluçà, Elias. Declaró encuentros con el diablo en la Garganta de las Heures, en la riera de Merlès, y reconoció el uso de venenos y ungüentos con propiedades alucinógenas.  Fue condenada a la horca y colgada.

## La cacería de brujas
Juana la Negra fue una de las muchas mujeres acusadas de brujería en el primer cuarto del siglo XVII, siendo entre 1618 y 1622 el momento clave de la persecución. La delicada situación económica y social por la que pasaba Cataluña necesitaba un chivo expiatorio que explicase la sequía, los chaparrones descontrolados -como el que aconteció en 1617, conocido como el año del diluvio-,  las cosechas desastrosas o epidemias. Se culpabilizó a mujeres mayores marginadas, generalmente viudas, hechiceras o medicinales, y con algún defecto físico. La cacería de brujas amainó en 1622, cuando la Inquisición, las autoridades reales y la Real Audiencia intervinieron para detener esta locura colectiva. 

## Cultura popular
La entidad Adona't de Sallent hizo construir una gigante popular para rendir homenaje a todas las mujeres que durante el XVII fueron acusadas de brujería y llevadas a la horca injustamente. La gigante Joana La Negra fue presentada el 10 de noviembre de 2018.
Joana la Negra tiene un callejón en Sallent con este nombre.